# Castell de Brough

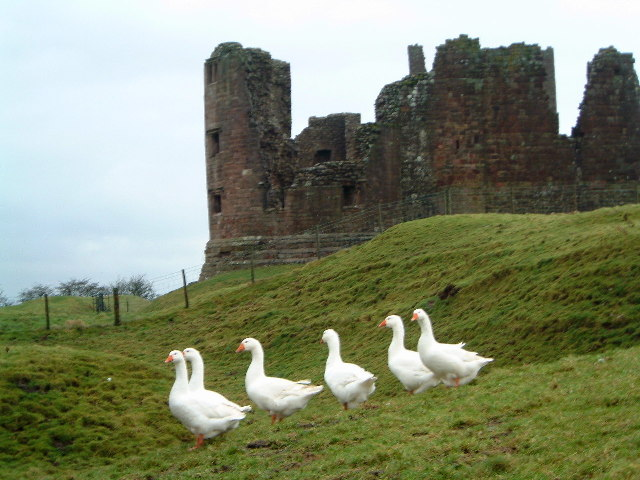

El castell de Brough és un castell en ruïnes al poble de Brough, Cúmbria, Anglaterra. Està catalogat com a monument pel English Heritage.

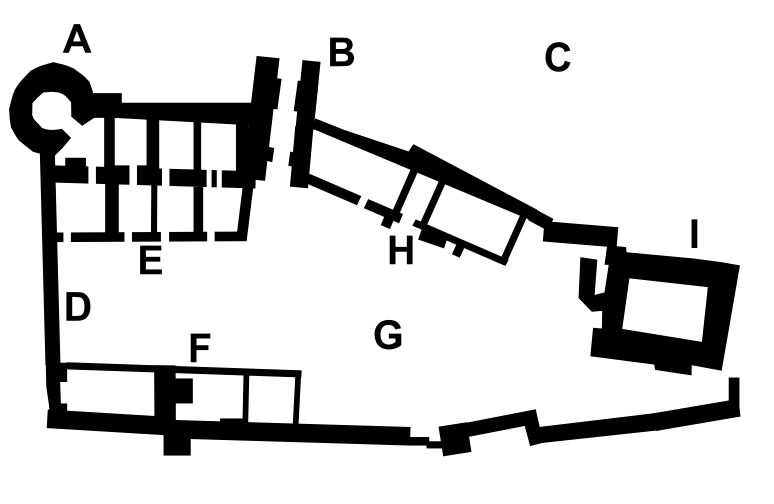
Planta del castell: A - la torre de Clifford; B - portal d'entrada; C - restes del castro romà; D - lloc de la sala del segle XII; I - cambres interiors i exteriors; F - cuina, forn i lloc per preparar cervesa; G - muralla; H - estables; I - guàrdia

## Història

### Origen
El castell va ser construït per Guillem II d'Anglaterra al voltant de l'any 1092 dins del vell castrum romà de Verterae per protegir una ruta clau a través dels Penins. Brough va estar ocupat fins al segle v.
Inicialment va ser una mota castral. L'església del poble de Brough va ser creada al costat del castell gairebé al mateix temps,com a part del pla de colonització dels normands.
El castell va ser atacat i destruït pels escocesos al comandament de Guillem I d'Escòcia l'any 1174 durant la revolta contra Enric II. Després de la guerra, una torre de l'homenatge va ser construïda per Theobald de Valoignes i Hugo de Morville va reconstruir les restes del castell.

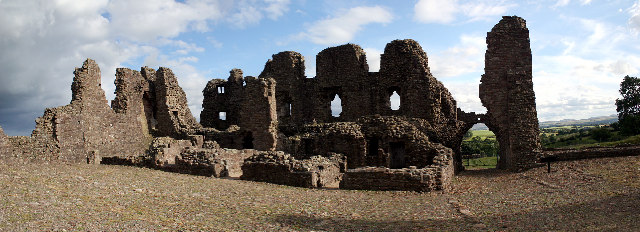
Ruïnes del castell vistes des del pati

### Els Vieuxpont

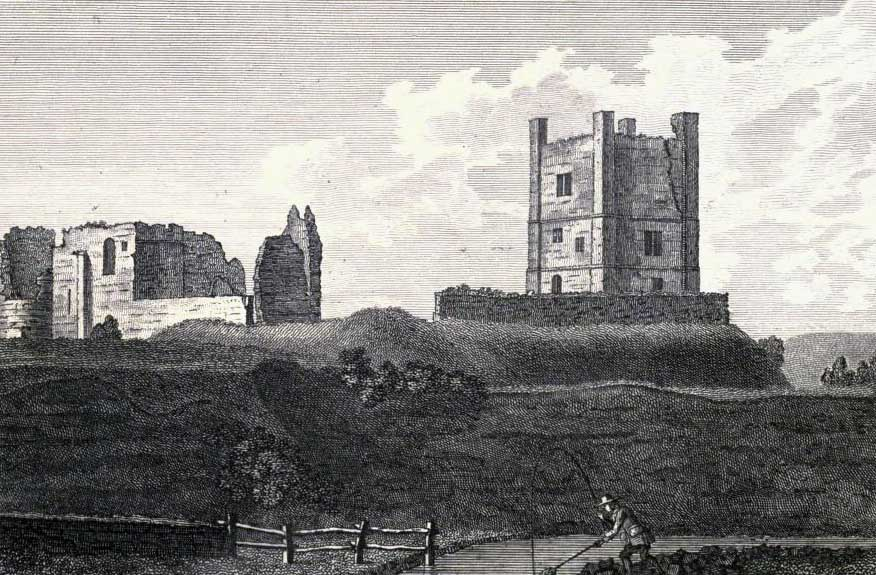
El Castell de Brough, 1775

Thomas de Wyrkington entre 1199 i 1202 va reformar el castell, refent-lo en pedra per al rei Joan I. Aquest rei va concedir el senyoriu de Westmoreland, incloent Brough, a Robert de Vieuxpont l'any 1203. Robert va ampliar el castell per exercir la seva autoritat sobre la regió, on competia pel control amb altres membres de la seva extensa família. L'any 1206, el rei va confiar breument la seva neboda Eleanor a la custòdia de Robert qui va morir l'any 1228, deixant deutes substancials a la Corona i el castell va passar al seu fill petit, John. El guardià del seu fill, Hubert de Burgh va designar al Prior de Carlisle per ocupar-se de la propietat i el castell va caure en la ruïna. John va morir recolzant als rebels durant la Segona Guerra dels Barons entre 1264 i 1267 i les seves terres van ser dividides entre les seves dues filles, Isabel i Idonea. Isabel de Vieuxpont va heretar Brough i les propietats orientals.

### Els Clifford
Enric III va lliurar les terres a Roger de Clifford amb qui van casar a Isabel. Així, els Clifford van unir les seves propietats amb les dels Vieuxpont l'any 1333 i van controlar la vall del riu Eden a través dels seus castells a Appleby, Brougham, Pendragon i Brough.
Robert Clifford va millorar les defenses, reconstruint la paret de l'est i construint una sala nova, al costat dels seus apartaments què va estar localitzada en una torre circular nova, la torre de Clifford. Aquests apartaments poden haver estat similars a aquells que sobreviuen al Castell d'Appleby, també construït per Robert.
L'any 1380 Roger, cinquè baró de Clifford, millora les defenses, reconstrueix la paret del sud i millora els allotjaments. Amb l'excepció de la torre de Clifford, aquestes renovacions reflectien l'estil arquitectònic popular de castells del nord d'Anglaterra en aquest temps, accentuant torres i línies quadrades en lloc de les formes més rodones que predominaven al sud.
El portal d'entrada va ser reforçat amb boterells i es va construir un pati addicional al voltant del 1450, possiblement per Thomas Clifford. Durant les Guerres de les Dues Roses entre les cases rivals de Lancaster i de York, Clifford va donar suport als primers. Thomas va morir el 1455, seguit pel seu fill John l'any 1461; Brough va anar temporalment pels Yorks, fins que, a Henry, fill de John, li van ser restituïdes les seves terres en 1485 pel rei Enric VII.
L'any 1521, Henry Clifford va realitzar un festí de Nadal al castell, després de la fewsta es va propagar un important incendi que va destruir la propietat. El castell va quedar abandonat fins que Lady Anne Clifford, una important terratinent va restaurar la propietat entre 1659 i 1661, utilitzant-ho com una de les seves residències al nord del país, durant els anys del Protectorat després de la revolució anglesa. A pesar que Lady Clifford era realista estava protegida per poderosos amics dins del Parlament pel que va ser capaç de gaudir de les seves propietats lliurement.
A pesar que ella estava familiaritzada amb estils contemporanis va preferir fer un treball de restauració tradicional, intentant intencionadament recrear les característiques del segle xii. Va rebatejar a Brough com la Torre Romana, en la creença que havia estat construït pels romans.
L'any 1666 va haver-hi un altre incendi, i el castell va tornar a ser inhabitable i Anne Clifford ja no el va restaurar. La filla d'Anne, Margaret, es va casar amb John Tufton, Conde de Thanet. El fill d'ells, Thomas, va buidar el castell al voltant de 1695 per donar suport a la reconstrucció del Castell de Appleby. El mobiliari va ser venut entre 1714 i 1763 i les pedres de la torre de Clifford van ser extretes per a la construcció del Molí de Brough; el castell va ser posteriorment abandonat. Així va començar a declinar fins que finalment va col·lapsar al voltant de 1800.

### Segle XX i actualitat
L'any 1921, el castell va ser lliurat a l'Estat i ara està catalogat dins de la llista de English Heritage com a edifici llistat i monument planificat. Es van realitzar excavacions arqueològiques inicials en el lloc el 1925, i també els anys 1970-71, 1993, 2007 i 2009. L'erosió continua ser una amenaça per a l'obra de paleta del castell.
En l'actualitat el castell forma part del circuit turístic denominat Lady Anne's Way.